# Brian McMillan

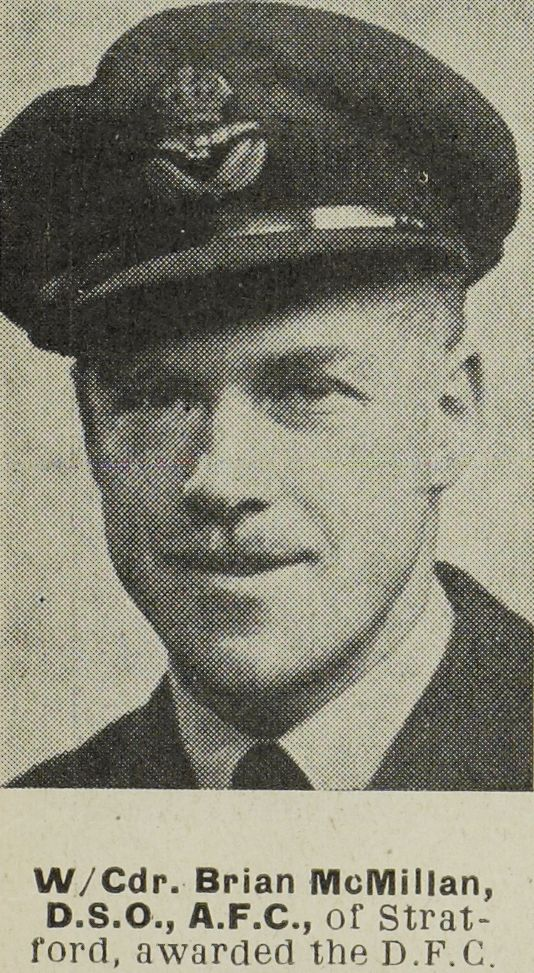
Wing Commander Brian Watson McMillan

Brian Watson McMillan (* 24. Oktober 1912 in Stratford (Neuseeland); † unbekannt, vermisst seit 30. Januar 1948 im Nordatlantik) war ein neuseeländischer Royal-Air-Force- und Linienpilot, Skirennläufer und Skispringer. 1936 gewann er die neuseeländischen Skimeisterschaften. Der McMillan Ski-Cup wurde nach ihm benannt. Er hielt bis 1947 die Bestweite im Skispringen für Neuseeland mit 18,6 m (61,5 Fuß), aufgestellt bei den Offenen Neuseeländischen Meisterschaften im Skispringen 1937 am Mount Cook wo er den vierten Platz hinter drei US-Amerikanern belegte. 

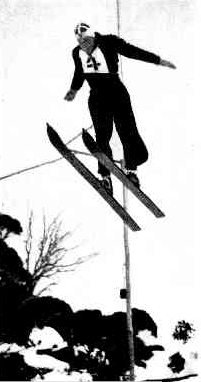
Brian MacMillan bei den australischen Meisterschaften im Skispringen

 Er war Pilot der Star Tiger, einer Passagiermaschine der British South American Airways, die am 30. Januar 1948 auf dem Flug vom Flughafen Santa Maria auf den Azoren nach Kindley Field in Bermuda nie am Zielflughafen ankam und seither im Nordatlantik als verschollen gilt. Besatzungsmitglieder an Bord waren er selbst, der Erste Offizier David Colby, der Zweite Offizier und Navigator Cyril Ellison, der Funker Robert Tuck und die beiden Hostessen Lynn Clayton und Sheila Nicholls. Die Passagiere waren Sir Arthur Coningham, Ernest Brooks, Assistent des „Secretary of the British Treasury“, Major A. T. Barwell mit seiner Frau und 21 weitere Personen.